# AG Weser
La società Aktien-Gesellschaft Weser, normalmente denominata AG Weser,  è stata un'industria tedesca che ha operato nella cantieristica con sede a Brema e il cantiere navale localizzato sul fiume Weser.

## Storia
La società è stata fondata l'8 novembre 1843 con la denominazione Eisengiesserei und Maschinenfabrik Waltjen und Leonhard, per assumere successivamente la denominazione Waltjen & Co nel 1849.
Durante la prima guerra mondiale negli stabilimenti della società vennero fatte importanti realizzazioni per la Kaiserliche Marine.
Nel 1926 il cantiere si unì con altri otto cantieri per dare vita alla società Deutsche Schiff- und Maschinenbau AG, ma il nome AG Weser venne mantenuto per lo stabilimento di Brema.
Nel cantiere vennero prodotti varie navi militari e U-Boot per la Kriegsmarine, negli anni che precedettero e nel corso della seconda guerra mondiale.
Il 14 febbraio 1936 nel cantiere venne varato il primo di 162 U-Boot, l'ultimo dei quali sarà varato il 1º marzo 1945.
Nel 1941 il cantiere venne rilevato dai Krupp.
Nel corso del conflitto il cantiere venne pesantemente danneggiato dai bombardamenti alleati e nel dopoguerra, dopo che nel 1949 la società era stata rifondata, vennero realizzate navi civili e militari.
Nel 1983 in seguito a bancarotta il cantiere è stato chiuso.